# Two Lanes of Freedom
Two Lanes of Freedom è il dodicesimo album in studio del cantante country statunitense Tim McGraw, pubblicato nel 2013.

## Tracce
1. Two Lanes of Freedom – 4:26
2. One of Those Nights – 3:56
3. Friend of a Friend – 5:13
4. Southern Girl – 4:15
5. Truck Yeah – 3:29
6. Nashville Without You – 3:37
7. Book of John – 3:28
8. Mexicoma – 3:33
9. Number 37405 – 4:45
10. It's Your World – 4:29
11. Highway Don't Care (feat. Taylor Swift & Keith Urban) – 4:39

## Classifiche
| Classifica (2013) | Posizione massima |
| ----------------- | ----------------- |
| Stati Uniti       | 2                 |